# 亀島 (福井県)

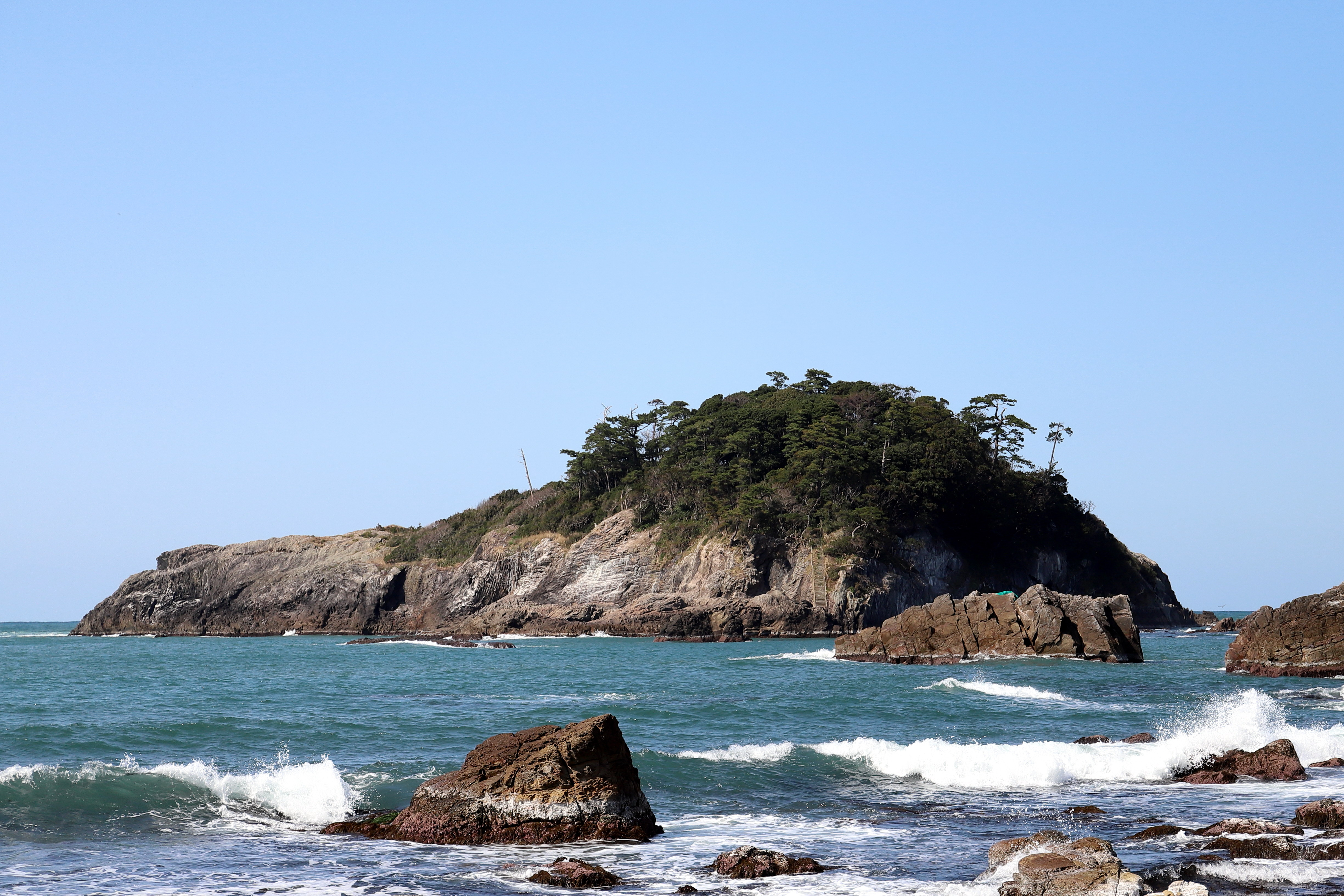
亀島

亀島（がめじま：かめじまでないことに注意）は、福井県福井市松蔭町にある無人島。自生する水仙では日本一を誇る越前海岸北部に位置する。島の形状が巨大な亀が横たわっているようなことからこう呼ばれている。また、地元には、観音さまを天からお運びした亀が島になったという言い伝えがある。
この由来により、福井市糸崎地区には古くから国・県指定無形民俗文化財「仏舞」が今も伝わっている。

鷹巣温泉から遊歩道が整備されており、宿泊客や釣り人でにぎわう。

また、本島を含め周辺は越前加賀海岸国定公園となっており絶好のドライビングスポットとなっている他、越前がにを求める多くの観光客でにぎわう。。

## 関連記事
- 越前加賀海岸国定公園